# بویلینگ اسپرینگز (کارولینای شمالی)
بویلینگ اسپرینگز (به انگلیسی: Boiling Springs) شهری در ایالت کارولینای شمالی کشور ایالات متحده آمریکا است که جمعیت آن در سرشماری سال ۲۰۱۰ میلادی، ۴٬۶۴۷ نفر بوده‌است.